# PEC Zwolle in het seizoen 1977/78
Het seizoen 1977/1978 was het 67e jaar in het bestaan van de Zwolse voetbalclub PEC Zwolle. De club kwam uit in de Eerste divisie en nam ook deel aan het toernooi om de KNVB beker.

## Wedstrijdstatistieken

### Oefenduels
| Datum + plaats          | Wedstrijd         | Uitslag       | Scoreverloop                                       |
| ----------------------- | ----------------- | ------------- | -------------------------------------------------- |
| 23 juli 1977 Nibbixwoud | RWDM – PEC Zwolle | 3 – 1 (1 – 1) | Jan Boskamp, Willy Wellens, Goores; Yuri Banhoffer |

### Eerste divisie
| 1e speelronde | PEC Zwolle | 3 – 1 (1 – 0) | FC Groningen                                                                                     | Opstelling PEC Zwolle: |
| 14 augustus 1977 Aanvangstijd: --:-- uur Plaats: Zwolle Oosterenkstadion Toeschouwers: 6.300 Scheidsrechter: Jan Beck                       | Rinus Israël 17' Carry Steinvoort 54' Koko Hoekstra 59'                                                                            |               | 90' Johan Fühler                                                                                 | |
| 2e speelronde | sc Heerenveen | 2 – 1 (1 – 1) | PEC Zwolle                                                                                       | Opstelling PEC Zwolle: |
| 17 augustus 1977 Aanvangstijd: --:-- uur Plaats: Heerenveen Sportpark Noord Toeschouwers: 4.000 Scheidsrechter: Henk Weerink                | Dirk Visser 14' Tjibbe Bruinsma 70'                                                                                                |               | 25' Yuri Banhoffer                                                                               | |
| 3e speelronde | Helmond Sport | 0 – 1 (0 – 0) | PEC Zwolle                                                                                       | Opstelling PEC Zwolle: |
| 21 augustus 1977 Aanvangstijd: --:-- uur Plaats: Helmond Stadion De Braak Toeschouwers: 4.200 Scheidsrechter: Henk van Dijken               | |               | 90' Gerd Kasperski                                                                               | |
| 4e speelronde | PEC Zwolle | 3 – 1 (2 – 0) | Eindhoven                                                                                        | Opstelling PEC Zwolle: |
| 24 augustus 1977 Aanvangstijd: --:-- uur Plaats: Zwolle Oosterenkstadion Toeschouwers: 6.000 Scheidsrechter: Gerrit Berrevoets              | Yuri Banhoffer 14' Gerd Kasperski 24' John Frandsen 65'                                                                            |               | 80' Cees Schapendonk                                                                             | |
| 5e speelronde | SC Heracles '74 | 1 – 1 (1 – 0) | PEC Zwolle                                                                                       | Opstelling PEC Zwolle: |
| 28 augustus 1977 Aanvangstijd: --:-- uur Plaats: Almelo Gemeentelijk Sportpark Bornsestraat Toeschouwers: 5.500 Scheidsrechter: Cees Bakker | Rob Poell 32' |               | 86' Rinus Israël                                                                                 | Hendriksen |
| 6e speelronde | PEC Zwolle | 4 – 0 (2 – 0) | SVV                                                                                              | Opstelling PEC Zwolle: |
| 4 september 1977 Aanvangstijd: --:-- uur Plaats: Zwolle Oosterenkstadion Toeschouwers: 3.500 Scheidsrechter: Ignace van Swieten             | John Frandsen 12' Yuri Banhoffer 19' Yuri Banhoffer 62' René IJzerman 75'                                                          |               |                                                                                                  | |
| 7e speelronde | MVV | 1 – 1 (1 – 0) | PEC Zwolle                                                                                       | Opstelling PEC Zwolle: |
| 10 september 1977 Aanvangstijd: --:-- uur Plaats: Maastricht De Geusselt Toeschouwers: 12.000 Scheidsrechter: Egbert Mulder                 | Johan Dijkstra 40' |               | 56' Cees Kornelis                                                                                | Van Moorst |
| 8e speelronde | PEC Zwolle | 3 – 1 (0 – 1) | De Graafschap                                                                                    | Opstelling PEC Zwolle: |
| 18 september 1977 Aanvangstijd: --:-- uur Plaats: Zwolle Oosterenkstadion Toeschouwers: 4.500 Scheidsrechter: Henk van Ettekoven            | John Frandsen 47' Ben Hendriks 80' Ben Hendriks (pen) 90'                                                                          |               | 21' Hans Polko                                                                                   | IJzerman |
| 9e speelronde | SC Veendam | 1 – 3 (1 – 1) | PEC Zwolle                                                                                       | Opstelling PEC Zwolle: |
| 25 september 1977 Aanvangstijd: --:-- uur Plaats: Veendam De Langeleegte Toeschouwers: 3.400 Scheidsrechter: Henk van Dijken                | Rinus Brinkman 38' |               | 18' Carry Steinvoort 63' Carry Steinvoort 80' John Frandsen                                      | |
| 10e speelronde | PEC Zwolle | 3 – 1 (2 – 1) | SC Cambuur                                                                                       | Opstelling PEC Zwolle: |
| 2 oktober 1977 Aanvangstijd: --:-- uur Plaats: Zwolle Oosterenkstadion Toeschouwers: 5.800 Scheidsrechter: Jan Beck                         | John Frandsen 1' Yuri Banhoffer 13' Ron Jans 78'                                                                                   |               | 40' Harry van den Ham                                                                            | |
| 11e speelronde | Wageningen | 2 – 1 (2 – 1) | PEC Zwolle                                                                                       | Opstelling PEC Zwolle: |
| 16 oktober 1977 Aanvangstijd: --:-- uur Plaats: Wageningen Stadion de Wageningse Berg Toeschouwers: 6.000 Scheidsrechter: Bep Thomas        | Jan Menting 12' Cees van den Berg 15'                                                                                              |               | 37' John Frandsen                                                                                | |
| 12e speelronde | Fortuna SC | 1 – 2 (0 – 0) | PEC Zwolle                                                                                       | Opstelling PEC Zwolle: |
| 22 oktober 1977 Aanvangstijd: --:-- uur Plaats: Sittard De Baandert Toeschouwers: 9.600 Scheidsrechter: Henk van Ettekoven                  | Hans Engbersen 90' |               | 62' Ron Jans 76' René IJzerman                                                                   | Israël |
| 13e speelronde | PEC Zwolle | 3 – 0 (1 – 0) | SC Amersfoort                                                                                    | Opstelling PEC Zwolle: |
| 30 oktober 1977 Aanvangstijd: --:-- uur Plaats: Zwolle Oosterenkstadion Toeschouwers: 5.500 Scheidsrechter: Bart Ram                        | Carry Steinvoort 37' Ben Hendriks 65' Ron Jans 90'                                                                                 |               |                                                                                                  | |
| 14e speelronde | Excelsior | 2 – 2 (1 – 0) | PEC Zwolle                                                                                       | Opstelling PEC Zwolle: |
| 6 november 1977 Aanvangstijd: --:-- uur Plaats: Rotterdam Stadion Woudestein Toeschouwers: 4.000 Scheidsrechter: Gerard Jonker              | Leen Swanenburg 15' Leen Swanenburg 88'                                                                                            |               | 69' Cees Kornelis 84' Yuri Banhoffer                                                             | |
| 15e speelronde | PEC Zwolle | 4 – 0 (2 – 0) | FC Dordrecht                                                                                     | Opstelling PEC Zwolle: |
| 13 november 1977 Aanvangstijd: --:-- uur Plaats: Zwolle Oosterenkstadion Toeschouwers: 4.000 Scheidsrechter: Ignace van Swieten             | Cees Kornelis 31' Ron Jans 36' Ben Hendriks (pen) 66' René IJzerman 77'                                                            |               |                                                                                                  | |
| 16e speelronde | FC Vlaardingen '74 | 0 – 1 (0 – 1) | PEC Zwolle                                                                                       | Opstelling PEC Zwolle: |
| 4 december 1977 Aanvangstijd: --:-- uur Plaats: Vlaardingen Floreslaan Toeschouwers: 2.500 Scheidsrechter: Gerard Geurds                    | |               | 29' René IJzerman                                                                                | |
| 17e speelronde | PEC Zwolle | 2 – 2 (2 – 0) | Fortuna SC                                                                                       | Opstelling PEC Zwolle: |
| 11 december 1977 Aanvangstijd: --:-- uur Plaats: Zwolle Oosterenkstadion Toeschouwers: 4.000 Scheidsrechter: Henk van Dijken                | Ron Jans 17' Henk Warnas 45' |               | 57' Tiny Ruijs 76' Hans Engbersen                                                                | |
| 18e speelronde | FC Groningen | 4 – 1 (2 – 1) | PEC Zwolle                                                                                       | Opstelling PEC Zwolle: |
| 18 december 1977 Aanvangstijd: --:-- uur Plaats: Groningen Stadion Oosterpark Toeschouwers: 14.000 Scheidsrechter: Siem Wellinga            | Peter Houtman 12' Eddy Bakker 45' Eddy Bakker 58' Peter Houtman 70'                                                                |               | 32' Ben Hendriks                                                                                 | |
| 19e speelronde | PEC Zwolle | 2 – 0 (1 – 0) | sc Heerenveen                                                                                    | Opstelling PEC Zwolle: |
| 8 januari 1978 Aanvangstijd: --:-- uur Plaats: Zwolle Oosterenkstadion Toeschouwers: 7.000 Scheidsrechter: Bouke Draaisma                   | Ron Jans 10' Carry Steinvoort 90'                                                                                                  |               |                                                                                                  | Nieuwenhout, Warnas, Kornelis, Hendriks, Hamming, Hendriksen, Frandsen, IJzerman, Steinvoort, Banhoffer (Rasmussen), Jans |
| 20e speelronde | Willem II | 2 – 0 (0 – 0) | PEC Zwolle                                                                                       | Opstelling PEC Zwolle: |
| 15 januari 1978 Aanvangstijd: --:-- uur Plaats: Tilburg Gemeentelijk Sportpark Tilburg Toeschouwers: 5.000 Scheidsrechter: Piet Bosman      | Henk van Rooij 62' Clemens Bastiaansen 75'                                                                                         |               |                                                                                                  | |
| 21e speelronde | PEC Zwolle | 4 – 0 (2 – 0) | Willem II                                                                                        | Opstelling PEC Zwolle: |
| 22 januari 1978 Aanvangstijd: --:-- uur Plaats: Zwolle Oosterenkstadion Toeschouwers: 6.200 Scheidsrechter: Gerard Jonker                   | John Frandsen 12' Ron Jans 44' John Frandsen 49' Ron Jans 83'                                                                      |               |                                                                                                  | |
| 22e speelronde | PEC Zwolle | 3 – 1 (2 – 0) | Helmond Sport                                                                                    | Opstelling PEC Zwolle: |
| 29 januari 1978 Aanvangstijd: --:-- uur Plaats: Zwolle Oosterenkstadion Toeschouwers: 5.600 Scheidsrechter: Louis Beukman                   | Carry Steinvoort 29' Ben Hendriks 41' Jan Hendriksen 66'                                                                           |               | 54' Henny van de Ven                                                                             | |
| 23e speelronde | Eindhoven | 0 – 0         | PEC Zwolle                                                                                       | Opstelling PEC Zwolle: |
| 12 februari 1978 Aanvangstijd: --:-- uur Plaats: Eindhoven Jan Louwersstadion Toeschouwers: 4.100 Scheidsrechter: Piet Bosman               | |               |                                                                                                  | |
| 24e speelronde | SVV | 1 – 2 (1 – 1) | PEC Zwolle                                                                                       | Opstelling PEC Zwolle: |
| 26 februari 1978 Aanvangstijd: --:-- uur Plaats: Schiedam Sportpark Harga Toeschouwers: 3.000 Scheidsrechter: Gerrit Berrevoets             | Cor Huigen 16' |               | 44' Ron Jans 65' (pen.) Jan Hendriksen                                                           | Nieuwenhout, Kornelis (Hamming), Israël, Hendriks, Warnas, Hendriksen, Frandsen, IJzerman, Steinvoort, Hoekstra, Jans     |
| 25e speelronde | PEC Zwolle | 1 – 1 (1 – 0) | MVV                                                                                              | Opstelling PEC Zwolle: |
| 5 maart 1978 Aanvangstijd: --:-- uur Plaats: Zwolle Oosterenkstadion Toeschouwers: 12.300 Scheidsrechter: Henk Weerink                      | Rinus Israël 44' |               | 84' Huub Smeets                                                                                  | |
| 26e speelronde | De Graafschap | 0 – 4 (0 – 2) | PEC Zwolle                                                                                       | Opstelling PEC Zwolle: |
| 12 maart 1978 Aanvangstijd: --:-- uur Plaats: Doetinchem Stadion De Vijverberg Toeschouwers: 3.600 Scheidsrechter: Bouke Draaisma           | |               | 2' Ben Hendriks 28' Ron Jans 71' John Frandsen 85' John Frandsen                                 | |
| 27e speelronde | PEC Zwolle | 4 – 0 (3 – 0) | SC Veendam                                                                                       | Opstelling PEC Zwolle: |
| 19 maart 1978 Aanvangstijd: --:-- uur Plaats: Zwolle Oosterenkstadion Toeschouwers: 5.200 Scheidsrechter: Cees Bakker                       | Koko Hoekstra 25' Wim Swart (e.d.) 38' Ron Jans 44' Rinus Israël 89'                                                               |               |                                                                                                  | |
| 28e speelronde | PEC Zwolle | 8 – 1 (2 – 1) | FC Den Bosch '67                                                                                 | Opstelling PEC Zwolle: |
| 25 maart 1978 Aanvangstijd: --:-- uur Plaats: Zwolle Oosterenkstadion Toeschouwers: 6.100 Scheidsrechter: Ignace van Swieten                | Ben Hendriks 4' Carry Steinvoort 44' Ype Hamming 50' Ype Hamming 51' Ron Jans 72' René IJzerman 73' Koko Hoekstra 79' Ron Jans 87' |               | 28' Jan Peters                                                                                   | |
| 29e speelronde | FC Den Bosch '67 | 0 – 0         | PEC Zwolle                                                                                       | Opstelling PEC Zwolle: |
| 27 maart 1978 Aanvangstijd: --:-- uur Plaats: Den Bosch De Vliert Toeschouwers: 6.000 Scheidsrechter: Jan Beck                              | |               |                                                                                                  | |
| 30e speelronde | SC Cambuur | 0 – 5 (0 – 2) | PEC Zwolle                                                                                       | Opstelling PEC Zwolle: |
| 2 april 1978 Aanvangstijd: --:-- uur Plaats: Leeuwarden Cambuurstadion Toeschouwers: 8.200 Scheidsrechter: Gerard Jonker                    | |               | 4' Carry Steinvoort 16' Koko Hoekstra 55' Wim Goozen (e.d.) 76' Carry Steinvoort 83' Ype Hamming | Nieuwenhout, Warnas, Israël, Hendriks, Hamming, Hendriksen, Frandsen, IJzerman, Steinvoort, Hoekstra, Jans (Drost)        |
| 31e speelronde | PEC Zwolle | 2 – 1 (0 – 0) | SC Heracles '74                                                                                  | Opstelling PEC Zwolle: |
| 5 april 1978 Aanvangstijd: --:-- uur Plaats: Zwolle Oosterenkstadion Toeschouwers: 6.400 Scheidsrechter: Bart Ram                           | Jan Hendriksen 66' Ben Hendriks 87'                                                                                                |               | 68' Rob Poell                                                                                    | |
| 32e speelronde | PEC Zwolle | 1 – 1 (1 – 1) | Wageningen                                                                                       | Opstelling PEC Zwolle: |
| 8 april 1978 Aanvangstijd: --:-- uur Plaats: Zwolle Oosterenkstadion Toeschouwers: 8.600 Scheidsrechter: Piet Bosman                        | Koko Hoekstra 41' |               | 19' Gerdo Hazelhekke                                                                             | |
| 33e speelronde | SC Amersfoort | 1 – 0 (0 – 0) | PEC Zwolle                                                                                       | Opstelling PEC Zwolle: |
| 16 april 1978 Aanvangstijd: --:-- uur Plaats: Amersfoort Sportpark Birkhoven Toeschouwers: 7.200 Scheidsrechter: Georges Oetelmans          | Jan Veldhuizen 67' |               |                                                                                                  | |
| 34e speelronde | PEC Zwolle | 3 – 0 (1 – 0) | Excelsior                                                                                        | Opstelling PEC Zwolle: |
| 23 april 1978 Aanvangstijd: --:-- uur Plaats: Zwolle Oosterenkstadion Toeschouwers: 9.000 Scheidsrechter: Charles Corver                    | Ben Hendriks 40' Koko Hoekstra 50' Ron Jans 81'                                                                                    |               |                                                                                                  | IJzerman |
| 35e speelronde | FC Dordrecht | 1 – 2 (1 – 1) | PEC Zwolle                                                                                       | Opstelling PEC Zwolle: |
| 30 april 1978 Aanvangstijd: --:-- uur Plaats: Dordrecht Stadion Krommedijk Toeschouwers: 4.200 Scheidsrechter: Gerrit Berrevoets            | Anne Evers 40' |               | 30' Koko Hoekstra 83' Rinus Israël                                                               | |
| 36e speelronde | PEC Zwolle | 3 – 1 (1 – 0) | FC Vlaardingen '74                                                                               | Opstelling PEC Zwolle: |
| 15 mei 1978 Aanvangstijd: --:-- uur Plaats: Zwolle Oosterenkstadion Toeschouwers: 15.000 Scheidsrechter: Frans Derks                        | Ben Hendriks 12' Cees Kornelis 66' Koko Hoekstra 78'                                                                               |               | 89' Danny Molendijk                                                                              | |

### KNVB beker
| 1e ronde | PEC Zwolle       | 1 – 1 n.v. (1 – 1, 1 – 0) Eindhoven w.n.s. | Eindhoven            | Opstelling PEC Zwolle: |
| 9 oktober 1977 Aanvangstijd: --:-- uur Plaats: Zwolle Oosterenkstadion Toeschouwers: 4.200 Scheidsrechter: Bouke Draaisma | Ben Hendriks 43' |                                            | 53' Lambert Kreekels |                        |

## Selectie en technische staf

### Selectie 1977/78
| Nr.           | Nat.                | Naam               | Competitie | Competitie | Beker      | Beker      | Totaal     | Totaal     | Seizoen    | Vorige club        | Debuut           |            |            |            |
| Nr.           | Nat.                | Naam               | W          |            | W          |            | W          |            | Seizoen    | Vorige club        | Debuut           |            |            |            |
| Doelmannen    | Doelmannen          | Doelmannen         | Doelmannen | Doelmannen | Doelmannen | Doelmannen | Doelmannen | Doelmannen | Doelmannen | Doelmannen         | Doelmannen       | Doelmannen | Doelmannen | Doelmannen |
| ------------- | ------------------- | ------------------ | ---------- | ---------- | ---------- | ---------- | ---------- | ---------- | ---------- | ------------------ | ---------------- | ---------- | ---------- | ---------- |
| -             | Vlag van Nederland  | Bert van Geffen    | –          | 0          | 0          | 0          | –          | 0          | 1e         | Wageningen         | –                |            |            |            |
| -             | Vlag van Nederland  | Bob Nieuwenhout    | –          | 0          | 0          | 0          | –          | 0          | 2e         | De Volewijckers    | –                |            |            |            |
| -             | Vlag van Nederland  | Johan Tukker       | 20         | 0          | 1          | 0          | 21         | 0          | 1e         | SC Cambuur         | –                |            |            |            |
| Verdedigers   |                     |                    |            |            |            |            |            |            |            |                    |                  |            |            |            |
| -             | Vlag van Nederland  | Klaas Drost        | –          | 0          | 1          | 0          | –          | 0          | 8e         | Jeugd              | –                |            |            |            |
| -             | Vlag van Nederland  | Ben Hendriks       | –          | 11         | 1          | 1          | –          | 12         | 14e        | Zwolsche Boys      | –                |            |            |            |
| -             | Vlag van Nederland  | Rinus Israël       | 31         | 5          | –          | 0          | –          | 5          | 3e         | Excelsior          | –                |            |            |            |
| -             | Vlag van Nederland  | Cees Kornelis      | –          | 4          | 1          | 0          | –          | 4          | 1e         | N.E.C.             | –                |            |            |            |
| -             | Vlag van Nederland  | Lody Kragt         | –          | 0          | –          | 0          | –          | 0          | 10e        | Emmeloord (ama)    | –                |            |            |            |
| -             | Vlag van Nederland  | Gerard van Moorst  | 2          | 0          | –          | 0          | –          | 0          | 1e         | Onbekend           | –                |            |            |            |
| -             | Vlag van Nederland  | Joop Snippe        | 1          | 0          | 0          | 0          | 1          | 0          | 1e         | Jeugd              | –                |            |            |            |
| -             | Vlag van Nederland  | Carry Steinvoort   | –          | 9          | 1          | 0          | –          | 9          | 1e         | De Graafschap      | –                |            |            |            |
| -             | Vlag van Nederland  | Henk Warnas        | 36         | 1          | –          | 0          | –          | 1          | 2e         | Go Ahead Eagles    | 22 augustus 1976 |            |            |            |
| -             | Vlag van Nederland  | René IJzerman      | 32         | 5          | 1          | 0          | 33         | 5          | 6e         | Jeugd              | –                |            |            |            |
| Middenvelders |                     |                    |            |            |            |            |            |            |            |                    |                  |            |            |            |
| -             | Vlag van Denemarken | John Frandsen      | –          | 10         | 1          | 0          | –          | 10         | 1e         | Wageningen         | –                |            |            |            |
| -             | Vlag van Nederland  | Ype Hamming        | 19         | 3          | –          | 0          | –          | 3          | 3e         | Onbekend           | –                |            |            |            |
| -             | Vlag van Nederland  | Jan Hendriksen     | –          | 3          | 1          | 0          | –          | 3          | 2e         | Onbekend           | –                |            |            |            |
| -             | Vlag van Nederland  | Tjeerd van 't Land | –          | 0          | –          | 0          | –          | 0          | 3e         | Seattle Sounders   | –                |            |            |            |
| -             | Vlag van Denemarken | Jesper Rasmussen   | –          | 0          | –          | 0          | –          | 0          | 1e         | Køge BK            | 8 januari 1978   |            |            |            |
| Aanvallers    |                     |                    |            |            |            |            |            |            |            |                    |                  |            |            |            |
| -             | Vlag van Uruguay    | Yuri Banhoffer     | –          | 6          | 1          | 0          | –          | 6          | 4e         | Los Angeles Aztecs | –                |            |            |            |
| -             | Vlag van Nederland  | Koko Hoekstra      | –          | 8          | 1          | 0          | –          | 8          | 2e         | FC Groningen       | –                |            |            |            |
| -             | Vlag van Nederland  | Ron Jans           | 31         | 14         | 1          | 0          | 32         | 14         | 2e         | Jeugd              | –                |            |            |            |
| -             | Vlag van Duitsland  | Gerd Kasperski     | –          | 2          | –          | 0          | –          | 2          | 1e         | Borussia Dortmund  | –                |            |            |            |
| Nr.           | Nat.                | Naam               | W          |            | W          |            | W          |            | Seizoen    | Vorige club        | Debuut           |            |            |            |
| Nr.           | Nat.                | Naam               | Competitie | Competitie | Beker      | Beker      | Totaal     | Totaal     | Seizoen    | Vorige club        | Debuut           |            |            |            |

### Technische staf
| Naam          | Functie      |
| ------------- | ------------ |
| Fritz Korbach | Hoofdtrainer |

## Statistieken PEC Zwolle 1977/1978

### Eindstand PEC Zwolle in de Nederlandse Eerste divisie 1977 / 1978
| Stand | Gespeeld | Gewonnen | Gelijk | Verloren | Punten | Doelpunten voor | Doelpunten tegen |
| ----- | -------- | -------- | ------ | -------- | ------ | --------------- | ---------------- |
| 1e    | 36       | 23       | 8      | 5        | 54     | 83              | 31               |

### Topscorers
| #                | Naam                    | Goal |
| ---------------- | ----------------------- | ---- |
| 1.               | Ron Jans                | 14   |
| 2.               | Ben Hendriks            | 11   |
| 3.               | John Frandsen           | 10   |
| 4.               | Carry Steinvoort        | 9    |
| 5.               | Koko Hoekstra           | 8    |
| 6.               | Yuri Banhoffer          | 6    |
| 7.               | René IJzerman           | 5    |
| 7.               | Rinus Israël            | 5    |
| 9.               | Cees Kornelis           | 4    |
| 10.              | Ype Hamming             | 3    |
| 10.              | Jan Hendriksen          | 3    |
| 12.              | Gerd Kasperski          | 2    |
| 13.              | Henk Warnas             | 1    |
| Eigen doelpunten |                         |      |
| –                | Wim Goozen (SC Cambuur) | 1    |
| –                | Wim Swart (SC Veendam)  | 1    |
| Totaal           | Totaal                  | 83   |

| #      | Naam         | Goal |
| ------ | ------------ | ---- |
| 1.     | Ben Hendriks | 1    |
| Totaal | Totaal       | 1    |

### Punten per speelronde
| Speelronde | 1 | 2 | 3 | 4 | 5 | 6 | 7 | 8 | 9 | 10 | 11 | 12 | 13 | 14 | 15 | 16 | 17 | 18 | 19 | 20 | 21 | 22 | 23 | 24 | 25 | 26 | 27 | 28 | 29 | 30 | 31 | 32 | 33 | 34 | 35 | 36 |
| ---------- | - | - | - | - | - | - | - | - | - | -- | -- | -- | -- | -- | -- | -- | -- | -- | -- | -- | -- | -- | -- | -- | -- | -- | -- | -- | -- | -- | -- | -- | -- | -- | -- | -- |
| Punten     | 2 | 0 | 2 | 2 | 1 | 2 | 1 | 2 | 2 | 2  | 0  | 2  | 2  | 1  | 2  | 2  | 1  | 0  | 2  | 0  | 2  | 2  | 1  | 2  | 1  | 2  | 2  | 2  | 1  | 2  | 2  | 1  | 0  | 2  | 2  | 2  |

### Punten na speelronde
| Speelronde | 1 | 2 | 3 | 4 | 5 | 6 | 7  | 8  | 9  | 10 | 11 | 12 | 13 | 14 | 15 | 16 | 17 | 18 | 19 | 20 | 21 | 22 | 23 | 24 | 25 | 26 | 27 | 28 | 29 | 30 | 31 | 32 | 33 | 34 | 35 | 36 |
| ---------- | - | - | - | - | - | - | -- | -- | -- | -- | -- | -- | -- | -- | -- | -- | -- | -- | -- | -- | -- | -- | -- | -- | -- | -- | -- | -- | -- | -- | -- | -- | -- | -- | -- | -- |
| Punten     | 2 | 2 | 4 | 6 | 7 | 9 | 10 | 12 | 14 | 16 | 16 | 18 | 20 | 21 | 23 | 25 | 26 | 26 | 28 | 28 | 30 | 32 | 33 | 35 | 36 | 38 | 40 | 42 | 43 | 45 | 47 | 48 | 48 | 50 | 52 | 54 |

### Stand na speelronde
| Speelronde | 1  | 2  | 3  | 4  | 5  | 6  | 7  | 8  | 9  | 10 | 11 | 12 | 13 | 14 | 15 | 16 | 17 | 18 | 19 | 20 | 21 | 22 | 23 | 24 | 25 | 26 | 27 | 28 | 29 | 30 | 31 | 32 | 33 | 34 | 35 | 36 |
| ---------- | -- | -- | -- | -- | -- | -- | -- | -- | -- | -- | -- | -- | -- | -- | -- | -- | -- | -- | -- | -- | -- | -- | -- | -- | -- | -- | -- | -- | -- | -- | -- | -- | -- | -- | -- | -- |
| Stand      | 1e | 8e | 4e | 3e | 2e | 2e | 4e | 1e | 1e | 1e | 2e | 1e | 1e | 1e | 1e | 1e | 1e | 1e | 1e | 1e | 2e | 2e | 1e | 1e | 1e | 2e | 2e | 1e | 1e | 1e | 1e | 1e | 1e | 1e | 1e | 1e |

### Doelpunten per speelronde
| Speelronde | 1 | 2 | 3 | 4 | 5 | 6 | 7 | 8 | 9 | 10 | 11 | 12 | 13 | 14 | 15 | 16 | 17 | 18 | 19 | 20 | 21 | 22 | 23 | 24 | 25 | 26 | 27 | 28 | 29 | 30 | 31 | 32 | 33 | 34 | 35 | 36 | Totaal |
| ---------- | - | - | - | - | - | - | - | - | - | -- | -- | -- | -- | -- | -- | -- | -- | -- | -- | -- | -- | -- | -- | -- | -- | -- | -- | -- | -- | -- | -- | -- | -- | -- | -- | -- | ------ |
| Doelpunten | 3 | 1 | 1 | 3 | 1 | 4 | 1 | 3 | 3 | 3  | 1  | 2  | 3  | 2  | 4  | 1  | 2  | 1  | 2  | 0  | 4  | 3  | 0  | 2  | 1  | 4  | 4  | 8  | 0  | 5  | 2  | 1  | 0  | 3  | 2  | 3  | 86     |